# Dasychira grossa
Dasychira grossa is een vlinder uit de familie spinneruilen (Erebidae), onderfamilie donsvlinders (Lymantriinae). De wetenschappelijke naam van deze soort is voor het eerst geldig gepubliceerd in 1868 door Pagenstecher.
De soort komt voor in tropisch Afrika.